# جغرافيا زامبيا
تتألف أراضي زامبيا من نجد يرتفع بين 900 ـ 1500 متر فوق سطح البحر، إذ ترتفع الهضبة تدريجياً باتجاه الشرق نحو إقليم بحيرة نياسا الجبلي الانكساري، كما ترتفع تدريجياً نحو الغرب إلى مرتفعات أنغولا، ونحو الشمال إلى مرتفعات كاتنگا جنوب الكونغو الديمقراطية، ولكنها تنحدر جنوباً نحو وادي الزمبيزي الأوسط. وقد قُطِعتْ الهضبة تقطيعاً شديداً بفعل نهر الزمبيزي وروافده إلى عدد من الأحواض الصغيرة التي تحتلها بعض البحيرات والسبخات، وقد تصل بين هذه الأحواض جبال وتلال اندفاعية كرد فعل للحركات الانكسارية المجاورة في الأخدود إلى نهر الزمبيزي، الذي يخترق الجزء الغربي من البلاد، ثم يُكَوِنْ الحدود الجنوبية مع زمبابوي، وينحدر بشدة عند موقع مارامبا (لفنجستون) مكوناً شلالات فكتوريا، ثم يبدأ النهر بالجريان في مضيق أنشئ في نهايته سد عظيم لحجز المياه وتوليد الطاقة الكهربائية، مكوناً بحيرة يبلغ طولها نحو 240 كم، هي بحيرة كاريبا الاصطناعية. أما نهر كافوي فيصرف مياه منطقة مناجم النحاس متجهاً جنوباً، مخترقاً مناطق المستنقعات وغابات الصيد السياحية، ثم يجري في سهل فيضي بالقرب من العاصمة لوساكا، ليصب مياهه بعد ذلك في نهر الزمبيزي، ويعد نهر كافوي أكثر أهمية بالنسبة لزامبيا، لأنه يمد المناجم والمدن في مناطق النحاس بالمياه الضرورية، بينما تصرف مجاري البلاد الشمالية مياهها نحو نهر الكونغو.
تنتشر الغابات النفضية ودائمة الخضرة، ولاسيما في بطون الأودية، بينما تمتد الحشائش على سطح الهضبة. وقد قُطعت مساحات كبيرة من الغابات لتحل محلها أراضي التوسع الزراعي والرعوي الحديثة، كما احتجزت بعض المساحات لتكون مناطق سياحية للصيد ومحمية طبيعية للحيوانات البرية كما هي الحال في منتزه كافوي.
و تتباين أنماط التربة ما بين تربة سبخية ملحية فقيرة حول البحيرات والسبخات إلى تربة طفلية حمراء وتربة داكنة صلصالية على سطح الهضبة والمنحدرات الحوضية، وتربة رسوبية فيضية في بطون الأودية وضفاف الأنهار.
يبلغ عدد سكان زامبيا نحو 10ملايين نسمة، يعيشون في مساحة تقدر بنحو 746.25 ألف كم2، بكثافة تبلغ نحو 13نسمة/كم2، وهي كثافة منخفضة بسبب فقر التربة وانتشار ذبابة تسي تسي والجفاف، يعيش نحو 49% من السكان في المدن، ولاسيما العاصمة لوساكا (800 ألف نسمة)، وفي مدن كتوى وندولا وكابوى ولوانشيا، بينما يعيش 51% منهم في الأرياف.

## المناخ
رغم وقوع زامبيا في النطاق المداري إلا أن مناخها معتدل، وذلك بسبب موقعها وأرتفاع أرضها، وتنقسم السنة إلى ثلاثة فصول، فصل بارد من أبريل إلى أغسطس، وأخر من أغسطس إلى نوفمبر، وثالث مطير، وتكثر بها حشائش السافانا البستانية التي تتخللها الأشجار، كما تكثر بها المستنقاعات، وتنمو بأرضها بعض الغابات.